# Барбакоанские языки
Барбакоа́нские языки (барбако́а; Barbacoan, Barbakóan, Barbacoano, Barbacoana) — небольшая семья южноамериканских индейских языков, распространённых в Колумбии и Эквадоре. Общее число говорящих ок. 30 тыс. чел. (оценка на конец 1990-х гг.).

## Классификация
Родство между коконукским и остальными впервые отмечено в [Brinton 1891], но затем исследования пошли по ложному пути вслед за [Beuchat et Rivet 1910b], которые объединили коконукский с паэс и паникита (на основе списка слов псевдоязыка могес) в одну группу чибчанских языков, а остальные барбакоанские языки в другую. Из чибчанских их затем выделили, но «паэс-барбакоанская семья» существовала вплоть до работ [Constenla Umaña 1991] и [Curnow & Liddicoat 1998], в которых было обосновано с одной стороны отсутствие близкого родства с языком паэс, а с другой — тесные связи внутри барбакоанских языков. Там же предложено деление на сев. и юж. ветви, причем языки внутри южной заметно ближе друг к другу, чем внутри северной.
Включает 8 языков, в том числе 4 живых, 3 почти не засвидетельстованных:
I. Северная ветвь
A. Аванская группа (ава)
1. Ава-пит (коайкер, куайкер; Awa Pit, Cuaiquer, Coaiquer, Kwaiker, Awá, Awa, Telembi, Sindagua, Awa-Cuaiquer, Koaiker, Telembí) — всего 14,6 тыс. [Arango y Sánchez 1998], лишь часть говорит на языке.
2. Пасто (пасто-муэльяма) (†) — носители перешли на испанский, но продолжают жить на юге деп. Нариньо (Колумбия): к ЮЗ от г. Пасто; и на СВ. пров. Карчи (Эквадор); вкл. гг. Тукеррес (Túquerres), Тулкан и Ипиалес. Предполагается, что был близок ава-пит.
* пасто (Pasto, Past Awá) (†) ??
* муэльяма (Muellama, Muellamués, Muelyama) (†) ??
3. Барбакоа (барбакоас) (†) — Колумбия [Ц. деп. Нариньо]: в р-не г. Барбакоас (Barbacoas), к С. от языка ава-пит, возможно его д-т. Дал название всей семье.
B. Коконукская группа (гуамбиано-тоторо)
4. Коконукский язык — около 10 тыс. носителей. Наречия данного языка нередко считаются отдельными языками, но для этого они слишком близки [Adelaar 2004:141]. Видимо являются остатками народа, представленного федерацией Пубенса (Pubenza), к-рая контролировала терр. вокруг г. Попаян к приходу испанцев.
- гуамбиано (попаян; Mogües, Moguez, Mogés, Wam, Misak, Guambiano-Moguez, Wambiano-Mogés, Moguex)
- тоторо (Polindara) — всего 4 носителя из 3600 в этнической группе
- коконуко (Kokonuko, Cauca, Wanaka) (†)
- Могес (могех; Moguex; mogés, moguez) — псевдоязык, представленный списком слов, который на самом деле является смесью слов языков паэс и гуамбиано. Стал причиной долголетних взглядов на существование паэс-барбакоанской семьи, опровергнутых в [Curnow 1998].

5. Гуанака (Guanaca) (†) ?? — язык народа, известного в колониальный период в соседстве с гуамбиано; возможно родственный коконукскому. Провинция Гуанака располагалась к югу от селения Пасто.
II. Южная ветвь (каяпа-колорадо)
6. Чапалачи (каяпа, цачи; Cha’palaachi, Cayapa, Chachi, Kayapa, Nigua, Cha’pallachi) — 4 тыс. носителей (Vittadello 1988). Эквадор [пров. Эсмеральдас]: 5 анклавов в лесах вдоль берега океана: на р. Кайяпас с притоками (Онсоле, Кананде, Сусио, Кохимиэс и др.). В колон. период переселились с предгорий ближе к морю.
7. Цафики (колорадо; Tsafiki, Tsafiqui, Tsáfiki, Colorado, Tsáchela, Tsachila, Campaz, Colima) — 2100 чел. (1999 SIL). Эквадор: возле гг. Санто-Доминго [З. пров. Пичинча] и Кеведо (Quevedo) [С. пров. Лос-Риос]. Отделились от чачи ок. 1 тыс. лет назад; в колон. период переселились с предгорий ближе к морю.
8. Кара (Caranqui, Cara, Kara, Karanki, Imbaya) (†) ?? — Эквадор [В. пров. Имбабура; СВ. Пичинча]: по рр. Мира и Чота до г. Кито, вкл. гг. Отавало, Каямбе и Ибарра. Вытеснен (имбабурским) кечуа в XVIII века. Сохранились топонимы и имена в исторических документах, на основе которых делается предположение о родстве с пасто и цафики, но доказательств мало [Caillavet 2000].